# Nichtnukleosidische Reverse-Transkriptase-Inhibitoren
Nichtnukleosidische Reverse-Transkriptase-Inhibitoren (englisch Non Nucleoside Reverse Transcriptase Inhibitor, NNRTI) sind Arzneistoffe aus der Gruppe der Virustatika. Es handelt sich um Wirkstoffe, die die virale Reverse Transkriptase inhibieren und damit die Vermehrung von Retroviren hemmen. Eingesetzt werden sie als Bestandteil einer Antiretrovirale Therapie (ART), die gegen HIV-1 gerichtet ist.

## Wirkung
Bei NNRTIs handelt es sich um Arzneistoffe, die die virale Reverse Transkriptase (RT) inhibieren und damit die Vermehrung von Retroviren hemmen. Sie binden direkt und nichtkompetitiv an die RT, was zu einer Änderung des Enzyms führt – die Polymerisation verläuft signifikant langsamer, die Virusreplikation wird gehemmt. Sie müssen nicht im Gegensatz zu den nukleosidischen Reverse-Transkriptase-Inhibitoren (NRTIs) intrazellular aktiviert werden. 

## Anwendungsgebiete
NNRTIs werden zur Inhibition der reversen Transkription bei Retroviren eingesetzt. Bisher existieren Wirkstoffe gegen HIV-1.

### HIV-Therapie
Die ersten NNRTIs zur Behandlung von HIV-positiven Patienten kamen in den 1990er Jahren auf dem Markt, mit Stand 2023 sind fünf Einzelsubstanzen zugelassen: Efavirenz, Etravirin, Nevirapin, Rilpivirin und das zuletzt eingeführte Doravirin. In den USA und Kanada war bis 2018 ferner Delaviridin verfügbar, in Europa wurde die Zulassung wegen unzureichender Wirksamkeitsdaten verweigert, zudem war die hohe Pillenzahl von Nachteil.
Die NNRTIs der ersten Generation (Nevirapin, Delavirdin und Efavirenz) wurden verzögert eingesetzt. Bei ihnen hat man die Beobachtung gemacht, dass die zusätzliche Gabe zu einem bereits versagendem Regime (funktionelle Monotherapie) nahezu wirkungslos ist. Eine weitere entscheidende Schwachstelle ist die schnelle und häufige Entwicklung von Resistenzen bzw. Kreuzresistenzen in unzureichend kontrollierten Therapieregimen. So können diese schnell entstehen, sollte der Bereich, an denen NNRTIs an die virale RT binden, mutieren. Eine Mutation an der Position 103 (K103N) der hydrophoben Bindungsstelle reicht aus, um eine Resistenz gegen alle NNRTIs zu erzeugen. Die Resistenzrate lag nach einer einmaligen perinatalen Nevirapin-Mono-Prophylaxe zwischen 14 und 65 %. Eine besondere Herausforderung stellen Therapiepausen da, die unter NNRTI-Kombitherapie genau geplant und abgewogen werden müssen. Häufig werden NNRTI-Resistenzen auch übertragen. Spätere Generationen an NNRTIs wie das 2019 zugelassene Doravirin weisen dagegen eine höhere Resistenzbarriere auf.
In ihrer Wirkung sind NNRTIs den Proteaseinhibitoren (PI) insgesamt ähnlich effektiv. Wegen der Resistenzprobleme tritt bei therapienaiven Patienten ein virologisches Versagen wesentlich häufiger auf als bei PIs oder Integrase-Strangtransfer-Inhibitoren (INSTIs). Infolgedessen werden sie als Erstlinientherapie mit Ausnahme von Rilpivirin (dort nur bei einer Ausgangs-Plasmavirämie von unter 100.000 Kopien/ml) oder Doravirin nicht mehr empfohlen. Zudem wird allgemein vor Therapiebeginn ein Resistenztest vorgeschlagen.
Die Metabolisierung erfolgt durch das Cytochrom P450-System. Nevirapin wirkt als Induktor, Efavirenz zusätzlich als Inhibitor der Cytochrom-P450-Isoenzyme. Interaktionen mit Saquinavir bzw. Lopinavir machen Dosisanpassungen häufig notwendig.
Die überschaubare Dosisanzahl und die insgesamt gute Verträglichkeit haben dazu beigetragen, dass NNRTIs ein wichtiger Bestandteil der ART geworden sind. Vorteilhaft ist auch der Einsatz bei einer Erhaltungstherapie. Zudem ist ein Wechsel zu einem NNRTI-haltigen Regime unter der Voraussetzung möglich, dass eine gute virologische Suppression erreicht ist. Unter den NNRTIs werden Doravirin sowie Rilpivirin bevorzugt, Etravirin spielt höchstens bei Vorliegen spezieller Resistenzen eine Rolle. Nevirapin und Efavirenz werden beide mittlerweile nicht mehr empfohlen, Efavirenz wegen des Auftretens neuropsychiatrischer Nebenwirkungen.

### HIV-Prophylaxe
Außerhalb der EU ist zur Präexpositionsprophylaxe (PrEP) für Frauen ab 18 Jahren in Kombination mit Safer-Sex-Praktiken ein Dapivirin-haltiger Vaginalring bestimmt, falls der Zugang zu oralen PrEPs nicht möglich ist. Im Vaginalring sind 25 mg des NNRTI enthalten.
Es handelt sich dabei um einen Silikonring, den sich Frauen selbst einsetzen können. Ziel ist es, einen 28-tägigen Schutz vor Infektion von HIV bei vaginalen Geschlechtsverkehr zu ermöglichen; hierfür setzt der Vaginalring kontinuierlich den Wirkstoff frei. Im Vergleich zur Placebo reduzierte der Vaginalring die Entwicklung von HIV-1-Antikörpern um 35 Prozent. Die Europäische Arzneimittelagentur hat 2020 die Anwendung bei Länder mit hoher HIV-Prävalenz (insbesondere im südlichen Afrika) empfohlen.

## Wirkstoffe

### Zugelassene Arzneimittel (Einzelsubstanzen)
- Doravirin (als Primärtherapie empfohlen)[3]
- Efavirenz
- Nevirapin
- Etravirin
- Rilpivirin (als Primärtherapie empfohlen)[3]

### Nicht weiter entwickelte Wirkstoffe
- Atevirdin, Upjohn konzentrierte sich auf Delavirdin
- DPC 083 (BMS-561390), Mai 2003, schlechte PK/Sicherheitsdaten
- DPC 961, Selbstmordgedanken der Probanden, DPC 963
- Emivirin (MKC-442, Coactinon) – von Triangle bis 2002 ziemlich weit entwickelt, dann aber doch zu schwach
- GW420867X, GSK, klassisches Analogpräparat
- GW8248, GSK, zu schlechte Bioverfügbarkeit
- HBY-097, Hoechst-Bayer, ungünstige Nebenwirkungen
- Lovirid, Janssen Pharmaceuticals, zu schwach in den (damals relativ weit fortgeschrittenen) klinischen Studien (CAESAR-Studie)
- MIV-150, Medivir/Chiron, zu schlechte Bioverfügbarkeit, wird noch als Mikrobizid weiter entwickelt
- PNU 142721, Pharmacia & Upjohn, Efavirenz zu ähnlich
- TMC 120 (Dapivirin), Tibotec, schlecht oral verfügbar
- Capravirin (AG1549) zu schwach. Pfizer gab die Rechte im Juli 2005 an Shionogi zurück, Zukunft damit ungewiss